# Zenei felvételek országok szerinti minősítési küszöbszámai
A szócikk az albumok, kislemezek, DVD-k/videóklipek, csengőhangok országonkénti minősítési küszöbszámait foglalja össze táblázatos formában.

## Albumok
Magyarázat: A felül olvasható számok az adott ország hazai előadóihoz köthető minősítési küszöbszámai, míg az alatta található zárójeles szám a nemzetközi előadók eladásaihoz köthető darabszámok. Ahol csak egyetlen szám található, ott a hazai és nemzetközi előadók minősítési küszöbszámai között nincs különbség. Egyéb megjegyzések és kivételek a táblázatok alatti lábjegyzetben olvashatók.
| Ország/ térség                                                                        | A minősítést végző szervezet angol nyelvű megnevezése                                                 | Minősítési küszöbszámok | Minősítési küszöbszámok | Minősítési küszöbszámok | Minősítési küszöbszámok | Minősítési küszöbszámok                           |
| Ország/ térség                                                                        | A minősítést végző szervezet angol nyelvű megnevezése                                                 | Ezüstlemez              | Aranylemez              | Platinalemez            | Gyémántlemez            | Alapul:                                           |
| ------------------------------------------------------------------------------------- | --- | ----------------------- | ----------------------- | ----------------------- | ----------------------- | ------------------------------------------------- |
| Argentína                                                                             | Argentine Chamber of Phonograms and Videograms Producers (CAPIF) Megjegyzés: 2001. január 1-jétől     | —                       | 20,000                  | 40,000                  | 250,000 (—)             |                                                   |
| Ausztrália                                                                            | Australian Recording Industry Association (ARIA) Megjegyzés: 1997-től                                 | —                       | 35,000                  | 70,000                  | 500,000                 | Szállításokon                                     |
| Ausztria                                                                              | International Federation of the Phonographic Industry – Austria                                       | —                       | 7,500                   | 15,000                  | —                       |                                                   |
| Belgium                                                                               | Belgian Entertainment Association (BEA)                                                               | —                       | 10,000 (15,000)         | 20,000 (30,000)         | —                       | Eladásokon                                        |
| Brazília                                                                              | Brazilian Association of Discs Producers (ABPD) Megjegyzés: 2010. január 1-jétől                      | —                       | 40,000 (20,000)         | 80,000 (40,000)         | 300,000 (160,000)       | Szállításokon                                     |
| Bulgária                                                                              | Bulgarian Association of Music Producers (BAMP)                                                       | —                       | 1,000                   | 2,000                   | —                       | Eladásokon                                        |
| Chile                                                                                 | International Federation of the Phonographic Industry – Chile Megjegyzés: Csak 2010 szeptemberétől    | —                       | 5,000                   | 10,000                  | 100,000                 |                                                   |
| Csehország                                                                            | International Federation of the Phonographic Industry – Czech Republic                                | —                       | 5,000 (2,500)           | 10,000 (5,000)          | —                       |                                                   |
| Dánia                                                                                 | International Federation of the Phonographic Industry – Denmark Megjegyzés: 2009. április 1-jétől     | —                       | 10,000                  | 20,000                  | —                       | Szállításokon                                     |
| Dél-Korea                                                                             | Recording Industry Association of Korea                                                               | —                       | 5,000                   | 10,000                  | —                       |                                                   |
| Ecuador                                                                               | International Federation of the Phonographic Industry – Ecuador                                       | —                       | 3,000                   | 6,000                   | —                       |                                                   |
| Egyesült Államok                                                                      | Amerikai Hanglemezgyártók Szövetsége (RIAA)                                                           | —                       | 500,000                 | 1,000,000               | 10,000,000              | Szállításokon                                     |
| Egyesült Királyság                                                                    | Brit Hanglemezgyártók Szövetsége (BPI)                                                                | 60,000                  | 100,000                 | 300,000                 | —                       | Szállításokon, 2015 júniustól streaming adatok is |
| Egyiptom[I]                                                                           | International Federation of the Phonographic Industry – Egypt                                         | —                       | 25,000 (5,000)          | 50,000 (10,000)         | —                       |                                                   |
| Finnország                                                                            | International Federation of the Phonographic Industry – Finland Megjegyzés: Csak 2010. január 1-jétől | —                       | 10,000                  | 20,000                  | —                       | Eladásokon                                        |
| Franciaország                                                                         | National Syndicate of Phonographic Publishing (SNEP)                                                  | —                       | 50,000                  | 100,000                 | 500,000                 | Eladásokon                                        |
| Fülöp-szigetek                                                                        | Philippine Association of the Record Industry (PARI)                                                  | —                       | 7,5000                  | 15,000                  | 150,000                 | Eladásokon                                        |
| GCC                                                                                   | International Federation of the Phonographic Industry – Gulf Cooperation Council                      | —                       | 10,000 (3,000)          | 20,000 (6,000)          | —                       | Eladásokon                                        |
| Görögország                                                                           | International Federation of the Phonographic Industry – IFPI Greece                                   | —                       | 6,000 (3,000)           | 12,000 (6,000)          | —                       | Szállításokon                                     |
| Hollandia[VI]                                                                         | The Dutch Association of Producers and Importers of Image and Sound Carriers (NVPI)                   | —                       | 20,000                  | 40,000                  | —                       | Szállításokon                                     |
| Hongkong                                                                              | International Federation of the Phonographic Industry – Hong Kong Megjegyzés: 2008. január 1-jétől    | —                       | 15,000 (7,500)          | 30,000 (15,000)         | —                       | Eladásokon                                        |
| Izland                                                                                | International Federation of the Phonographic Industry – Iceland Megjegyzés: 2010 júniusától           | —                       | 5,000                   | 10,000                  | —                       |                                                   |
| India[III]                                                                            | Indian Music Industry (IMI)                                                                           | —                       | 100,000 (4,000)         | 200,000 (6,000)         | —                       | Eladásokon                                        |
| Indonézia                                                                             | Recording Industry of Indonesia                                                                       | —                       | 35,000 (5,000)          | 75,000 (10,000)         | —                       | Eladásokon                                        |
| Írország                                                                              | Irish Recorded Music Association (IRMA)                                                               | —                       | 7,500                   | 15,000                  | —                       | Szállításokon                                     |
| Japán                                                                                 | Recording Industry Association of Japan (RIAJ)                                                        | —                       | 100,000                 | 250,000                 | 1,000,000 (no award)    | Szállításokon                                     |
| Kanada                                                                                | Canadian Recording Industry Association (CRIA)                                                        | —                       | 40,000                  | 80,000                  | 800,000                 | Szállításokon                                     |
| Kína                                                                                  | State Administration of Radio, Film, and Television                                                   | —                       | 20,000 (10,000)         | 40,000 (20,000)         | —                       |                                                   |
| Kolumbia                                                                              | Colombian Association of Phonograph Producers (ASINCOL) Megjegyzés: 2003. január 1-jétől              | —                       | 10,000 (5,000)          | 20,000 (10,000)         | 200,000 (100,000)       |                                                   |
| Lengyelország[VII]                                                                    | Polish Producers of Audio and Video (ZPAV)                                                            | —                       | 15,000 (10,000)         | 30,000 (20,000)         | 150,000 (100,000)       | Eladásokon                                        |
| Lettország                                                                            | Latvian Music Producers Association (LaMPA)                                                           | —                       | 5,000                   | 9,000                   | —                       |                                                   |
| Libanon[I]                                                                            | International Federation of the Phonographic Industry – Lebanon                                       | —                       | 20,000 (1,000)          | 40,000 (2,000)          | —                       |                                                   |
| Magyarország[II]                                                                      | Association of Hungarian Record Companies (MAHASZ) Megjegyzés: 2012. december 14-től                  | —                       | 2,000 (1,000)           | 4,000 (2,000)           | —                       |                                                   |
| Malajzia[IV]                                                                          | Recording Industry Association of Malaysia (RIAM) Megjegyzés: 2009. január 1-jétől.                   | —                       | 5,000                   | 10,000                  | —                       | Eladásokon                                        |
| Mexikó[V]                                                                             | Mexican Association of Phonograph Producers (AMPROFON) Megjegyzés: Csak 2009. júliusától              | —                       | 30,000                  | 60,000                  | 300,000                 | Szállításokon                                     |
| Németország                                                                           | The Federal Association of Music Industry (BVMI)                                                      | —                       | 100,000                 | 200,000                 | 750,000                 | Szállításokon                                     |
| Norvégia                                                                              | International Federation of the Phonographic Industry – Norway                                        | —                       | 15,000                  | 30,000                  | —                       |                                                   |
| Paraguay                                                                              | International Federation of the Phonographic Industry – Paraguay                                      | —                       | 5,000                   | 10,000                  | —                       |                                                   |
| Peru                                                                                  | International Federation of the Phonographic Industry – Peru                                          | —                       | 3,000                   | 6,000                   | —                       |                                                   |
| Portugália                                                                            | Phonographic Association of Portugal (AFP)                                                            | —                       | 7,500                   | 15,000                  | —                       |                                                   |
| Olaszország                                                                           | Federazione Industria Musicale Italiana (FIMI) Megjegyzés: 2014. január 1-jétől                       |                         | 25,000                  | 50,000                  | 500,000                 | Eladásokon                                        |
| Oroszország                                                                           | National Federation of Phonogram Producers (NFPP)                                                     | —                       | 25,000 (5,000)          | 50,000 (10,000)         |                         | Eladásokon                                        |
| Spanyolország                                                                         | Producers of Spanish Music (PROMUSICAE)                                                               | —                       | 20,000                  | 40,000                  | —                       | Szállításokon                                     |
| Svájc                                                                                 | International Federation of the Phonographic Industry – Switzerland                                   | —                       | 10,000                  | 20,000                  | —                       |                                                   |
| Svédország[VIII]                                                                      | International Federation of the Phonographic Industry – Sweden                                        | —                       | 20,000                  | 40,000                  | —                       | Szállításokon                                     |
| Szingapúr                                                                             | Recording Industry Association Singapore (RIAS)                                                       | —                       | 5,000                   | 10,000                  | —                       | Eladásokon                                        |
| Szlovákia                                                                             | International Federation of the Phonographic Industry – Slovakia                                      | —                       | 2,000 (1,000)           | 4,000 (2,000)           | —                       |                                                   |
| Szlovénia                                                                             | International Federation of the Phonographic Industry – Slovenia                                      | —                       | 5,000                   | 10,000                  | —                       |                                                   |
| Tajvan                                                                                | Recording Industry Foundation in Taiwan (RIT) Megjegyzés: Csak 2009. január 1-jétől                   | —                       | 15,000 (5,000)          | 30,000 (10,000)         | —                       | Szállításokon                                     |
| Thaiföld                                                                              | Thai Entertainment Content Trade Association (TECA)                                                   | —                       | 10,000 (5,000)          | 20,000 (10,000)         | —                       | Eladásokon                                        |
| Törökország                                                                           | Turkish Phonographic Industries Society (Mü-YAP)                                                      | —                       | 50,000 (3,000)          | 100,000 (5,000)         | 150,000 (10,000)        | Eladásokon                                        |
| Új-Zéland                                                                             | Recording Industry Association of New Zealand (RIANZ)                                                 | —                       | 7,500                   | 15,000                  | —                       | Szállításokon                                     |
| Ukrajna                                                                               | International Federation of the Phonographic Industry – Ukraine                                       | —                       | 50,000 (25,000)         | 100,000 (50,000)        | 500,000 (100,000)       |                                                   |
| Uruguay                                                                               | Uruguayan Chamber of Disc (CUD)                                                                       | —                       | 2,000                   | 4,000                   | —                       |                                                   |
| Venezuela                                                                             | Association of Venezuelan Phonograph Producers (APFV)                                                 | —                       | 5,000                   | 10,000                  | —                       |                                                   |
| Nemzetközi, vagy multinacionális ügynökségek                                          | |                         |                         |                         |                         |                                                   |
| Perzsa-öböl Államok[I]                                                                | International Federation of the Phonographic Industry – Gulf States                                   | —                       | 15,000                  | 30,000                  | —                       |                                                   |
| Dél-afrikai Köztársaság és Lesotho[IX]                                                | Recording Industry of South Africa (RISA)                                                             | —                       | 20,000                  | 40,000                  | —                       | Szállításokon                                     |
|                                                                                       | | Ezüstlemez              | Aranylemez              | Platinalemez            | Gyémántlemez            | Alapul:                                           |
| Minősítési küszöbszámok                                                               | |                         |                         |                         |                         |                                                   |
| "—" jelentése, hogy a szervezetek ebben a kategóriában nem osztanak ki minősítéseket. | |                         |                         |                         |                         |                                                   |

↑ I:   Az egyiptomi, libanoni és perzsa-öböl államokbeli hazai minősítési küszöbszámok az arab világban megjelent zenei kiadványokra vonatkoznak.

↑ II:   A magyar minősítési küszöbszámok a "popzenei" albumokra vonatkoznak. Külön számítják a komolyzenei, jazz, world music és prózai albumokat. Ezek esetében 1,500 eladott lemeztől aranylemez, 3,000-től platinalemez minősítést adnak.

↑ III:   Indiában hat különböző kategóriában osztanak ki minősítéseket. A táblázatban a "Hindi Films" és az "International" kategóriák szerepelnek. Mindegyik kategóriában külön léptékrendszert használnak az aranylemez és platinalemez minősítések megállapítására az alábbiak szerint (az első szám az aranylemez minősítési küszöbhatára, a második a platinalemezé): "Hindi Films" (100,000; 200,000), "Regional Films" (50,000; 100,000), "Regional Basic" (25,000, 50,000), "National Basic" (50,000; 100,000), "Classical/Non-Classical" (15,000; 30,000) és "International" (7,500; 15,000). Emellett egy időlimit is van az albumok minősítéseinek kiadására, mely egy naptári évet jelent. Például egy 2006. július 1-jén megjelent album csak 2007. június 30-án kaphat arany- vagy platinalemez minősítést.

↑ IV:   A malajziai minősítések a 2009. július 1. után megjelent albumokra vonatkoznak. Azon albumok, melyek 2009. július 1. előtt jelentek meg, azok 10,000 eladott példánytól aranylemez, 30,000-től platinalemez minősítést kaptak. Ezek az adatok csak a fizikálisan eladott lemezekre vonatkoznak, a digitális eladások beleszámításakor 15,000-től jár aranylemez, és 30,000-től platinalemez minősítés. Ekkor 1/10 arányt alkalmaznak, tehát 10 letöltött lemez ér egy egységet.

↑ V:   A mexikói eladások a fizikálisan eladott albumokra vonatkoznak. Külön léptéket használnak a digitálisan úton eladott albumoknál: 5,000 példánytól aranylemez, 10,000-től platinalemez minősítést adnak. A 2009. július 1. előtt megjelent albumokra még más minősítési küszöbszámok vonatkoztak: 40,000 eladott lemeztől aranylemez, 80,000-től platinalemez, 400,000-től gyémántlemez minősítést osztottak ki. Megjegyzendő, hogy Mexikóban a platinalemez minősítést követően aranylemezt is adhatnak egy albumnak. Tehát például előfordulhat, hogy egy album kétszeres platinalemez, és egyszeres aranylemez minősítésű.

↑ VI:   A holland minősítési küszöbszámok a "popzenei" albumokra vonatkoznak. Külön léptéket használnak a jazz, klasszikus és world music albumoknak. Ezeknél 10,000-től jár aranylemez, és 20,000 példánytól platinalemez.

↑ VII:   A lengyel minősítési küszöbszámok a "popzenei" albumokra vonatkoznak. Külön léptéket alkalmaznak a jazz, klasszikus albumokra, és a filmzenei albumokra. A jazz/klasszikus albumoknál 5,000 példánytól aranylemez, 10,000-től platinalemez és 50,000-től gyémántlemez minősítést adnak. A filmzenei albumoknál 10,000 eladott lemeztől aranylemez, 20,000-től platinalemez és 100,000-től gyémántlemez jár.

↑ VIII:   A svéd minősítési küszöbszámok a "popzenei" albumokra vonatkoznak. Külön léptéket alkalmaznak a jazz, klasszikus, népzenei és gyermekalbumok számára. Ezeknél 10,000 eladott lemeztől aranylemez, 20,000-től platinalemez minősítést adnak.

↑ IX:   A Dél-afrikai Köztársaság minősítési küszöbszámai 2006. augusztusától vannak ezen lépték szerint. A 2006. augusztus 1. előtt megjelent albumoknál 25,000 eladott példánynál adtak aranylemez, míg 50,000-től platinalemez minősítést.

## Kislemezek
| Ország/ térség                                                                        | A minősítést végző szervezet angol nyelvű megnevezése                                                 | Minősítési küszöbszámok | Minősítési küszöbszámok | Minősítési küszöbszámok | Minősítési küszöbszámok | Minősítési küszöbszámok |
| Ország/ térség                                                                        | A minősítést végző szervezet angol nyelvű megnevezése                                                 | Ezüstlemez              | Aranylemez              | Platinalemez            | Gyémántlemez            | Alapul:                 |
| ------------------------------------------------------------------------------------- | --- | ----------------------- | ----------------------- | ----------------------- | ----------------------- | ----------------------- |
| Ausztrália[X]                                                                         | Australian Recording Industry Association (ARIA)                                                      | —                       | 35,000                  | 70,000                  | —                       | Szállításokon           |
| Ausztria                                                                              | International Federation of the Phonographic Industry – Austria                                       | —                       | 15,000                  | 30,000                  | —                       |                         |
| Belgium                                                                               | Belgian Entertainment Association (BEA)                                                               | —                       | 10,000 (15,000)         | 20,000 (30,000)         | —                       |                         |
| Brazília                                                                              | Brazilian Association of Phonograph Producers (ABDP)                                                  | —                       | 40,000 (20,000)         | 80,000 (40,000)         | 300,000 (160,000)       | Eladásokon              |
| Csehország                                                                            | International Federation of the Phonographic Industry – Czech Republic                                | —                       | 1,000                   | 2,000                   | —                       |                         |
| Dánia[X]                                                                              | International Federation of the Phonographic Industry – Denmark Megjegyzés: 2009. április 1-jétől     | —                       | 15,000                  | 30,000                  | —                       | Szállításokon           |
| Egyesült Államok                                                                      | Recording Industry Association of America (RIAA)                                                      | —                       | 500,000                 | 1,000,000               | —                       | Szállításokon           |
| Egyesült Királyság[X]                                                                 | British Phonographic Industry (BPI)                                                                   | 200,000                 | 400,000                 | 600,000                 | —                       | Szállításokon           |
| Finnország[X]                                                                         | International Federation of the Phonographic Industry – Finland Megjegyzés: Csak 1994. január 1-jétől | —                       | 5,000                   | 10,000                  | —                       | Eladásokon              |
| Franciaország                                                                         | National Syndicate of Phonographic Publishing (SNEP)                                                  | —                       | 150,000                 | 250,000                 | 333,333                 |                         |
| Görögország                                                                           | International Federation of the Phonographic Industry – IFPI Greece                                   | —                       | 3,000                   | 6,000                   | —                       | Szállításokon           |
| Hollandia                                                                             | The Dutch Association of Producers and Importers of Image and Sound Carriers (NVPI)                   | —                       | 10,000                  | 20,000                  | —                       |                         |
| Hong Kong                                                                             | International Federation of the Phonographic Industry – Hong Kong                                     | —                       | 15,000 (7,500)          | 30,000 (15,000)         | —                       | Eladásokon              |
| Írország[X]                                                                           | Irish Recorded Music Association (IRMA)                                                               | —                       | 7,500                   | 15,000                  | —                       |                         |
| Japán                                                                                 | Recording Industry Association of Japan (RIAJ)                                                        | —                       | 100,000                 | 250,000                 | 1,000,000               | Szállításokon           |
| Kanada                                                                                | Canadian Recording Industry Association (CRIA)                                                        | —                       | 5,000                   | 10,000                  | 100,000                 | Szállításokon           |
| Magyarország                                                                          | Association of Hungarian Record Companies (MAHASZ) Megjegyzés: 2010. január 1-jétől                   | —                       | 1,500                   | 3,000                   | —                       |                         |
| Malajzia [XI]                                                                         | Recording Industry Association of Malaysia (RIAM) Megjegyzés: 2009. júliusától                        | —                       | 7,500                   | 15,000                  | —                       | Eladásokon              |
| Németország[X]                                                                        | The Federal Association of Music Industry (BVMI)                                                      | —                       | 150,000                 | 300,000                 | —                       |                         |
| Norvégia[X]                                                                           | International Federation of the Phonographic Industry – Norway                                        | —                       | 5,000                   | 10,000                  | —                       |                         |
| Olaszország[X]                                                                        | Federation of the Italian Music Industry (FIMI) Megjegyzés: 2010. július 1-jétől                      | —                       | 15,000                  | 30,000                  | —                       |                         |
| Portugália                                                                            | Phonographic Association of Portugal (AFP)                                                            | —                       | 10,000                  | 20,000                  | —                       |                         |
| Spanyolország                                                                         | Producers of Spanish Music (PROMUSICAE)                                                               | —                       | 20,000                  | 40,000                  | —                       | Eladásokon              |
| Svájc                                                                                 | International Federation of the Phonographic Industry – Switzerland                                   | —                       | 15,000                  | 30,000                  | —                       |                         |
| Svédország[X]                                                                         | International Federation of the Phonographic Industry – Sweden                                        | —                       | 10,000                  | 20,000                  | —                       |                         |
| Szingapúr                                                                             | Recording Industry Association Singapore (RIAS)                                                       | —                       | 5,000                   | 10,000                  | —                       | Eladásokon              |
| Tajvan                                                                                | Recording Industry Foundation in Taiwan (RIT) Megjegyzés: Csak 2009 január 1-jétől                    | —                       | 5,000                   | 10,000                  | —                       | Szállításokon           |
| Thaiföld                                                                              | Thai Entertainment Content Trade Association (TECA)                                                   | —                       | 50,000 (20,000)         | 100,000 (40,000)        | —                       | Eladásokon              |
| Új-Zéland[X]                                                                          | Recording Industry Association of New Zealand (RIANZ)                                                 | —                       | 7,500                   | 15,000                  | —                       | Eladásokon              |
| Nemzetközi, vagy multinacionális ügynökségek                                          | |                         |                         |                         |                         |                         |
| Dél-afrikai Köztársaság és Lesotho                                                    | Recording Industry of South Africa (RISA)                                                             | —                       | 10,000                  | 25,000                  | —                       |                         |
|                                                                                       | | Ezüstlemez              | Aranylemez              | Platinalemez            | Gyémántlemez            | Alapul:                 |
| Minősítési küszöbszámok                                                               | |                         |                         |                         |                         |                         |
| "—" jelentése, hogy a szervezetek ebben a kategóriában nem osztanak ki minősítéseket. | |                         |                         |                         |                         |                         |

↑ X:   Ausztráliában, Dániában, Írországban, Nagy-Britanniában, Németországban, Norvégiában, Olaszországban, Svédországban és Új-Zélandon a legális digitális úton eladott kislemezeket is hozzászámítják a fizikálisan eladott példányokhoz.

↑ XI:   A malajziai kislemezek minősítési küszöbhatáraiba csak a fizikálisan eladott példányok számítanak vele. A digitális eladások hozzászámítása esetében 15,000 eladott kislemeztől aranylemez, 30,000-től platinalemez jár, amelyben 1/10 arányt alkalmaznak. Tehát 10 digitálisan eladott kislemez ér egy egységet.

### Digitálisan letöltött kislemezek
| Ország/ térség   | A minősítést végző szervezet angol nyelvű megnevezése                                              | Minősítési küszöbszámok                                                               | Minősítési küszöbszámok | Minősítési küszöbszámok | Minősítési küszöbszámok |
| Ország/ térség   | A minősítést végző szervezet angol nyelvű megnevezése                                              | Aranylemez                                                                            | Platinalemez            | Gyémántlemez            | Alapul:                 |
| ---------------- | -------------------------------------------------------------------------------------------------- | ------------------------------------------------------------------------------------- | ----------------------- | ----------------------- | ----------------------- |
| Argentína        | Argentine Chamber of Phonograms and Videograms Producers (CAPIF)                                   | 10,000                                                                                | 20,000                  | —                       |                         |
| Brazília         | Brazilian Association of Discs Producers (ABPD)                                                    | 50,000 (30,000)                                                                       | 100,000 (60,000)        | 500,000 (250,000)       | Eladásokon              |
| Chile            | International Federation of the Phonographic Industry – Chile Megjegyzés: Csak 2010 szeptemberétől | 2,500                                                                                 | 5,000                   | —                       |                         |
| Egyesült Államok | Recording Industry Association of America (RIAA)                                                   | 500,000                                                                               | 1,000,000               | 10,000,000              |                         |
| Japán[XII]       | Recording Industry Association of Japan (RIAJ)                                                     | 100,000                                                                               | 250,000                 | 1,000,000 [XIII]        |                         |
| Kanada           | Canadian Recording Industry Association (CRIA) Megjegyzés: 2010 októberétől                        | 40,000                                                                                | 80,000                  | 800,000                 |                         |
| Malajzia         | Recording Industry Association of Malaysia (RIAM) Megjegyzés: 2009. július 1-jétől                 | 75,000                                                                                | 150,000                 | —                       | Eladásokon              |
| Mexikó           | Mexican Association of Phonograph Producers (AMPROFON)                                             | 1,500                                                                                 | 3,000                   | —                       |                         |
| Oroszország      | National Federation of Phonograph Producers (NFPP)                                                 | 50,000                                                                                | 100,000                 | —                       |                         |
| Spanyolország    | Producers of Spanish Music (PROMUSICAE)                                                            | 20,000                                                                                | 40,000                  | —                       |                         |
|                  | | "—" jelentése, hogy a szervezetek ebben a kategóriában nem osztanak ki minősítéseket. |                         |                         |                         |

↑ XII:   A japán minősítések az internetes és mobiltelefonos kislemezeladásokra utalnak.

↑ XIII:   Japánban a digitális letöltések 1,000,000 példányszámos elérésekor az úgynevezett "millió" minősítés jár, nem pedig gyémántlemez.

## Videóklipek/DVD-k
| Ország/ térség                                                                        | A minősítést végző szervezet angol nyelvű megnevezése                                             | Minősítési küszöbszámok | Minősítési küszöbszámok | Minősítési küszöbszámok | Minősítési küszöbszámok |
| Ország/ térség                                                                        | A minősítést végző szervezet angol nyelvű megnevezése                                             | Aranylemez              | Platinalemez            | Gyémántlemez            | Alapul:                 |
| ------------------------------------------------------------------------------------- | ------------------------------------------------------------------------------------------------- | ----------------------- | ----------------------- | ----------------------- | ----------------------- |
| Argentína                                                                             | Argentine Chamber of Phonograms and Videograms Producers (CAPIF)                                  | 4,000                   | 8,000                   | —                       |                         |
| Ausztrália                                                                            | Australian Recording Industry Association (ARIA)                                                  | 7,500                   | 15,000                  | —                       | Szállításokon           |
| Ausztria                                                                              | International Federation of the Phonographic Industry – Austria                                   | 5,000                   | 10,000                  | —                       |                         |
| Belgium                                                                               | Belgian Entertainment Association (BEA)                                                           | 25,000                  | 50,000                  | —                       |                         |
| Brazília                                                                              | Brazilian Association of Phonograph Producers (ABDP)                                              | 25,000 (15,000)         | 50,000 (30,000)         | 250,000 (125,000)       | Eladásokon              |
| Csehország                                                                            | International Federation of the Phonographic Industry – Czech Republic                            | 1,500                   | 3,000                   | —                       |                         |
| Dánia[XIV]                                                                            | International Federation of the Phonographic Industry – Denmark Megjegyzés: 2009. április 1-jétől | 7,500                   | 15,000                  | —                       | Szállításokon           |
| Egyesült Államok[XVII]                                                                | Recording Industry Association of America (RIAA)                                                  | 25,000                  | 50,000                  | —                       |                         |
| Egyesült Királyság                                                                    | British Phonographic Industry (BPI)                                                               | 25,000                  | 50,000                  | —                       |                         |
| Finnország                                                                            | International Federation of the Phonographic Industry – Finland Megjegyzés: 2010. január 1-jétől  | 5,000                   | 10,000                  | —                       | Eladásokon              |
| Franciaország                                                                         | National Syndicate of Phonographic Publishing (SNEP)                                              | 7,500                   | 15,000                  | 60,000                  |                         |
| Görögország                                                                           | International Federation of the Phonographic Industry - IFPI Greece                               | 3,000                   | 6,000                   | —                       | Szállításokon           |
| Hollandia                                                                             | The Dutch Association of Producers and Importers of Image and Sound Carriers (NVPI)               | 30,000                  | 60,000                  | —                       |                         |
| Írország                                                                              | Irish Recorded Music Association (IRMA)                                                           | 2,000                   | 4,000                   | —                       |                         |
| Izland                                                                                | International Federation of the Phonographic Industry – Iceland Megjegyzés: 2010 júniusától       | 5,000                   | 10,000                  | —                       |                         |
| Japán                                                                                 | Recording Industry Association of Japan (RIAJ)                                                    | 100,000                 | 250,000                 | 1,000,000               |                         |
| Kanada                                                                                | Canadian Recording Industry Association (CRIA)                                                    | 5,000                   | 10,000                  | 100,000                 | Szállításokon           |
| Kolumbia                                                                              | Colombian Association of Phonograph Producers (ASINCOL)                                           | 5,000                   | 10,000                  | —                       |                         |
| Lengyelország[XVI]                                                                    | Zwiazek Producentow Audio-Video (ZPAV)                                                            | 5,000                   | 10,000                  | —                       | Eladásokon              |
| Lettország                                                                            | Latvian Music Producers Association (LaMPA)                                                       | 5,000                   | 8,000                   | —                       |                         |
| Magyarország[XV]                                                                      | Association of Hungarian Record Companies (MAHASZ) Megjegyzés: 2010. január 1-jétől               | 2,000                   | 4,000                   | —                       |                         |
| Mexikó                                                                                | Mexican Association of Phonograph Producers (AMPROFON)                                            | 10,000                  | 20,000                  | —                       |                         |
| Németország                                                                           | The Federal Association of Music Industry (BVMI)                                                  | 25,000                  | 50,000                  | —                       |                         |
| Norvégia                                                                              | International Federation of the Phonographic Industry – Norway                                    | 5,000                   | 10,000                  | —                       |                         |
| Olaszország                                                                           | Federation of the Italian Music Industry (FIMI)                                                   | 10,000                  | 20,000                  | —                       |                         |
| Oroszország                                                                           | National Federation of Phonogram Producers (NFPP)                                                 | 10,000 (3,000)          | 20,000 (6,000)          | —                       |                         |
| Portugália                                                                            | Phonographic Association of Portugal (AFP)                                                        | 4,000                   | 8,000                   | —                       |                         |
| Spanyolország                                                                         | Producers of Spanish Music (PROMUSICAE)                                                           | 10,000                  | 25,000                  | —                       |                         |
| Svédország                                                                            | International Federation of the Phonographic Industry – Sweden                                    | 10,000                  | 20,000                  | —                       |                         |
| Szlovákia                                                                             | International Federation of the Phonographic Industry – Slovakia                                  | 500                     | 1,000                   | —                       |                         |
| Új-Zéland                                                                             | Recording Industry Association of New Zealand (RIANZ)                                             | 2,500                   | 5,000                   | —                       |                         |
| Uruguay                                                                               | International Federation of the Phonographic Industry – Uruguay                                   | 1,000                   | 2,000                   | —                       |                         |
|                                                                                       |                                                                                                   | Aranylemez              | Platinalemez            | Gyémántlemez            | Alapul:                 |
| Minősítési küszöbszámok                                                               |                                                                                                   |                         |                         |                         |                         |
| "—" jelentése, hogy a szervezetek ebben a kategóriában nem osztanak ki minősítéseket. |                                                                                                   |                         |                         |                         |                         |

↑ XIV:   A dán DVD eladások a Zenei/Kislemez DVD-kre utalnak. Az egyéb "Szórakoztató DVD-k" küszöbszámai másként alakulnak: 15,000-től aranylemez, míg 30,000 eladott DVD-től platinalemez státusz jár. (2009. április 1-jétől)

↑ XV:   A magyar DVD eladások a "Pop" DVD-kre utalnak. A jazz, komolyzenei, world music és prózai DVD-k esetében 1,000-től aranylemez, míg 2,000 eladott példánytól platinalemez minősítést adnak.

↑ XVI:   A lengyel eladások "Pop" videóklipekre vonatkoznak. Jazz és klasszikus videóklipek esetében 2,500-tól arany, 5,000-től platina, illetve 25,000-től gyémántlemez minősítés jár.

↑ XVII:   Az egyesült államokbeli küszöbszámok a "Kislemez videók"-ra vonatkoznak. A "Hosszú formátumú Videók" és "Multi-Box Videóklip Szettek" esetében 50,000-től aranylemezt, 100,000-től platinalemezt adnak.

## Csengőhangok
| Ország/ térség   | A minősítést végző szervezet angol nyelvű megnevezése                              | Minősítési küszöbszámok                                                               | Minősítési küszöbszámok | Minősítési küszöbszámok | Minősítési küszöbszámok |
| Ország/ térség   | A minősítést végző szervezet angol nyelvű megnevezése                              | Aranylemez                                                                            | Platinalemez            | Gyémántlemez            | Alapul:                 |
| ---------------- | ---------------------------------------------------------------------------------- | ------------------------------------------------------------------------------------- | ----------------------- | ----------------------- | ----------------------- |
| Brazília         | Brazilian Association of Discs Producers (ABPD)                                    | 50,000 (30,000)                                                                       | 100,000 (60,000)        | 500,000 (250,000)       |                         |
| Egyesült Államok | Recording Industry Association of America (RIAA)                                   | 500,000                                                                               | 1,000,000               | —                       |                         |
| Japán            | Recording Industry Association of Japan (RIAJ)                                     | 500,000 [XVIII]                                                                       | 750,000 [XVIII]         | 1,000,000 [XVIII]       |                         |
| Kanada           | Canadian Recording Industry Association (CRIA)                                     | 20,000                                                                                | 40,000                  | 400,000                 |                         |
| Malájzia         | Recording Industry Association of Malaysia (RIAM) Megjegyzés: 2009. július 1-jétől | 75,000                                                                                | 150,000                 | —                       | Eladásokon              |
| Mexikó           | Mexican Association of Phonograph Producers (AMPROFON)                             | 10,000                                                                                | 25,000                  | 250,000                 |                         |
| Oroszország      | National Federation of Phonograph Producers (NFPP)                                 | 100,000                                                                               | 200,000                 | —                       |                         |
| Spanyolország    | Producers of Spanish Music (PROMUSICAE)                                            | 10,000                                                                                | 20,000                  | —                       |                         |
|                  |                                                                                    | "—" jelentése, hogy a szervezetek ebben a kategóriában nem osztanak ki minősítéseket. |                         |                         |                         |

↑ XVIII:   A japán csengőhangok minősítéseinek megnevezése 500,000-nél dupla platinalemez, 750,000-nél tripla platinalemez, míg 1,000,000-s eladásnál pedig a "Millió".

## Külső hivatkozások
- Az IFPI szervezet hivatalos honlapja